# Psalmton

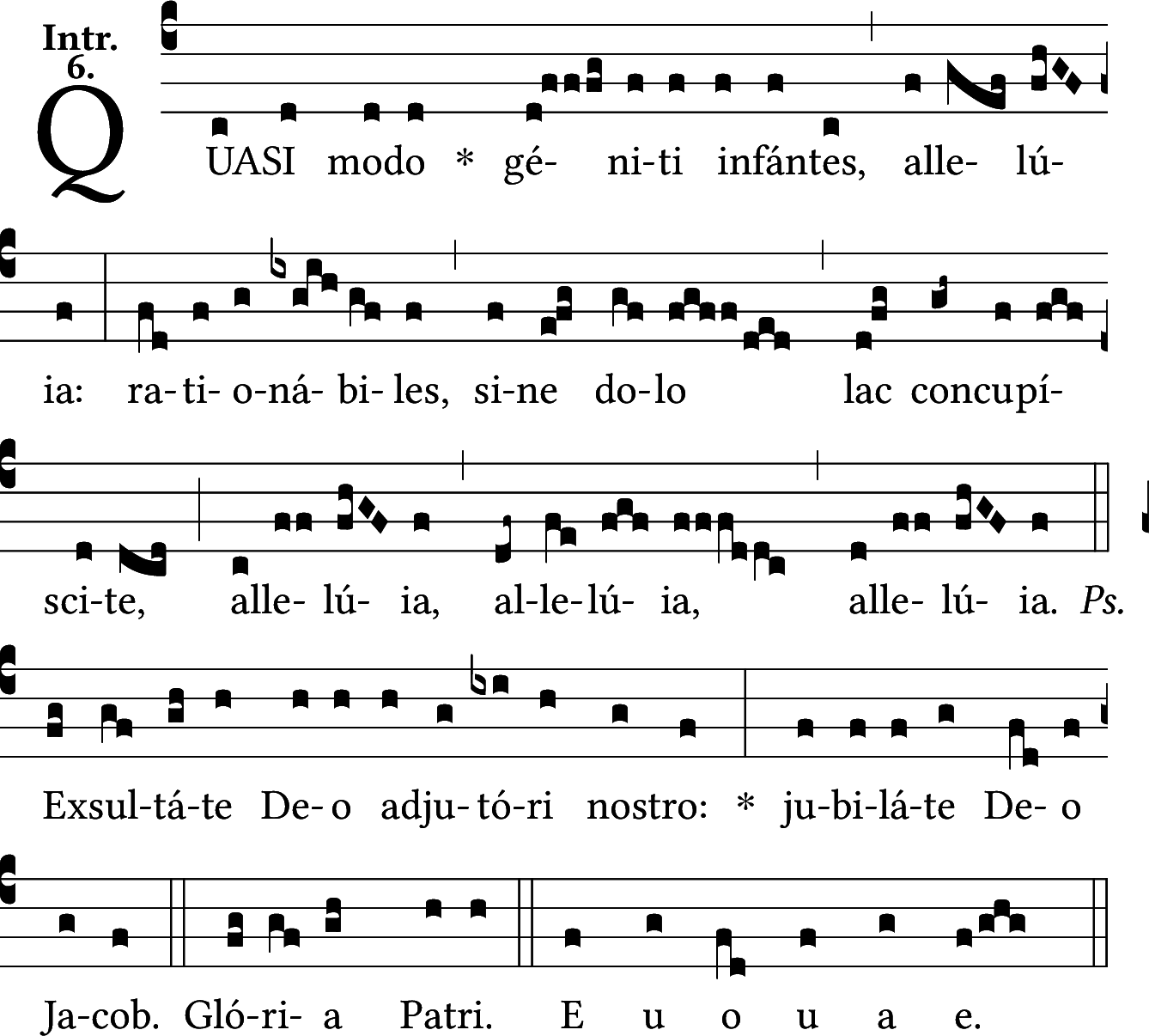
Introitus Quasimodo geniti am Sonntag nach Ostern im Graduale Romanum; die Silben exsulta- bilden die Inchoatio, -jutori nostro die Mediatio und -te Deo Jacob die Terminatio.

Als Psalmtöne bezeichnet man die Melodiemodelle, die mit bestimmten Kirchentonarten verbunden sind und beim Singen der Psalmen (Psalmodie) den Psalmtexten angepasst werden. Mit einem Kirchenton (Kirchentonart) können mehrere Psalmtöne verbunden sein. 
Es sind modellartige Singweisen mit dem folgenden Grundgerüst:
- Inchoatio (Anfang, auch Intonatio oder Initium genannt)
- Tenor (Rezitationston, auch Repercussa oder Tuba genannt),
- (bei langen Versen Zäsur durch eine Flexa (Beugung), im Text gekennzeichnet durch das Zeichen † oder / oder auch +)
- (Tenor)
- Mediatio (Mittelkadenz, auch Mediante oder Pausa genannt) vor dem Zeichen * (Asteriskus)
- Tenor
- Finalis (Schlusswendung, Schlusskadenz,  auch Terminatio oder Punctum genannt)

Mediatio und Terminatio werden zusammenfassend als Clausulae („Abschlüsse“) bezeichnet.
Beim Tenor wird der Rezitationston jeweils entsprechend der Anzahl der nicht von den anderen Melodieteilen abgedeckten Silben des Psalms wiederholt. Die Terminatio oder Finalis leitet vom Rezitationston zum Anfangston der anschließend gesungenen Antiphon über. 
Für die Schlusswendungen gibt es mehrere Varianten (Differentiae), die an die unterschiedlichen Melodieanfänge nachfolgender Antiphonen angepasst sind. Die Auswahl eines bestimmten Psalmtons richtet sich nach der Tonart der vorausgehenden Antiphon. Die tonartliche Zuordnung einer Antiphon und die zu ihr gehörende Differentia sind dem Tonar zu entnehmen, einem Buch, in dem das Repertoire des gregorianischen Gesangs nach Tonarten geordnet ist. Die zutreffende Tonfolge der Terminatio wurde in den Choralbüchern über den Vokalen der Schlussdoxologie (Gloria Patri) in abgekürzter Schreibweise dargestellt; die Buchstabenfolge E – u – o – u – a – e. stand für Et in sae – cu – la sae – cu – lo – rum. A – men.

## Reguläre Psalmtöne
Die Ordnung der Psalmtöne richtet sich nach dem System der acht Kirchentöne oder Kirchentonarten. Die folgende Tabelle zeigt eine exemplarische Ausgestaltung der acht regulären Psalmtöne.
| Psalmton | Initium    | Tenor | Flexa | Mediante     | Finalis     | Differentiae | Kirchenton      |
| -------- | ---------- | ----- | ----- | ------------ | ----------- | ------------ | --------------- |
| I        | f g        | a     | (g)   | b (a) g a    | g a f g     | g f g        | Dorisch         |
| II       | c d        | f     | (d)   | g (d)        | c d e d     |              | Hypodorisch     |
| III      | g a        | c1    | (a)   | d1 (c1) a c1 | a c1 h a    |              | Phrygisch       |
| IV       | e g        | a     | (g)   | g a h (a)    | g a h g e   |              | Hypophrygisch   |
| V        | f a        | c1    | (a)   | d1 c1        | d1 h c1 a   |              | Lydisch         |
| VI       | f g        | a     | (g)   | g a (f)      | f g a g f   |              | Hypolydisch     |
| VII      | c1 h c1 d1 | d1    | (c1)  | f1 e1 d1 e1  | e1 d1 c1 d1 |              | Mixolydisch     |
| VIII     | g a        | c1    | (a)   | d1 c1        | h c1 a g    |              | Hypomixolydisch |

## Weitere Psalmtöne
Neben den acht alten Psalmtönen entwickelten sich später weitere, die nicht dem strengen Schema der mittelalterlichen Modi gehorchen. Der bekannteste dieser zusätzlichen Töne ist der Tonus peregrinus, auch als IX. Psalmton bezeichnet, der sich dadurch auszeichnet, dass er nicht einen, sondern zwei Rezitationstöne hat.
| Psalmton              | Initium | Tenor | Flexa | Mediante | Tenor | Finalis |
| --------------------- | ------- | ----- | ----- | -------- | ----- | ------- |
| Tonus peregrinus (IX) | f g     | a     |       | b a g f  | g     | d f e d |
| Tonus irregularis (X) | f g     | a     |       | g f      | a     | b g b a |